# Jeepers Creepers: Reborn
Jeepers Creepers 4 sau Jeepers Creepers: Reborn este un viitor film de groază american regizat de Timo Vuorensola⁠(d) după un scenariu de Sean Michael Argo. Al patrulea film din seria de filme Tenebre este planificat pentru lansare spre sfârșitul anului 2021 de către Screen Media Films⁠(d). Este primul proiect cinematografic dintr-o nouă trilogie în care Victor Salva nu este implicat.

## Intrigă
Acțiunea din Jeepers Creepers: Reborn se desfășoară în cadrul unui festival intitulat Horror Hound, primul de acest tip organizat în Louisiana, care atrage nenumărați fani ai genului horror. Printre aceștia se află Chase și iubita sa Laine care începe să aibă premoniții inexplicabile și halucinații tulburătoare despre viitorul orașului și Creeper. Pe parcursul evenimentului însă, Laine este convinsă că ceva supranatural a fost invocat.

## Producție
Al patrulea film din seria Jeepers Creepers , Reborn, a fost scsris de Sean Michael Argo, fiind parte a unei noi trilogii de filme care nu-l implică pe fostul regizor și scenarist Victor Salva. Filmările au început în timpul pandemiei de covid-19 în octombrie 2020 și au fost realizate în Jackson, Louisiana⁠(d) pe parcursul a trei zile. Aici au fost turnate câteva scene în exterior și altele în studiourile Orwo înainte ca echipa să mute producția în Marea Britanie. Din cauza pandemiei, filmările au fost realizate în două etape. Prima a început pe 23 noiembrie 2020 la Black Hangar Studios⁠(d) și s-a încheiat pe 19 decembrie. După o scurtă pauză de Crăciun, a doua etapă a început în ianuarie 2021 și a fost încheiată în februarie după 8 zile. După ce a oferit drepturile de distribuție în America de Nord companiei Screen Media Films, Foresight Unlimited a difuzat scene promoționale din film în cadrul European FIlm Market din 2021.